# Che fuori tempo che fa
Che fuori tempo che fa è stata una trasmissione televisiva spin-off di Che tempo che fa trasmessa su Rai 3 dal 26 settembre 2015 al 3 giugno 2017, e dal 25 settembre 2017 al 13 maggio 2019 su Rai 1.
Con il passaggio su Rai 1, il programma  veniva trasmesso da un nuovo grande studio ricavato dall’unione degli ex studi M1 e M2 del Centro di produzione Rai di Milano di via Mecenate. Nel cast era presente anche Maurizio Crozza.
Il programma è stato sostituito da Che tempo che farà.

## Edizioni
| Edizione | Conduttore  | Presenze fisse      | Presenze fisse     | Presenze fisse   | Presenze fisse  | Presenze fisse  | Presenze fisse | Inizio            | Fine           | Messa in onda           | Rete  |
| -------- | ----------- | ------------------- | ------------------ | ---------------- | --------------- | --------------- | -------------- | ----------------- | -------------- | ----------------------- | ----- |
| 1ª       | Fabio Fazio | Massimo Gramellini  | Massimo Gramellini | Vincenzo Salemme | Fabio Volo      | Gigi Marzullo   | Nino Frassica  | 26 settembre 2015 | 11 giugno 2016 | sabato (20:10-21:30)    | Rai 3 |
| 2ª       | Fabio Fazio | Luciana Littizzetto | Orietta Berti      | Vincenzo Salemme | Fabio Volo      | Gigi Marzullo   | Nino Frassica  | 25 settembre 2016 | 4 giugno 2017  | domenica (21:30-22:45)  | Rai 3 |
| 3ª       | Fabio Fazio | Maurizio Crozza     | Fabio De Luigi     | Fabio De Luigi   | Antonio Cabrini | Antonio Cabrini | Max Pezzali    | 25 settembre 2017 | 4 giugno 2018  | lunedì (seconda serata) | Rai 1 |
| 4ª       | Fabio Fazio | Maurizio Crozza     | Mago Forest        | Mago Forest      | Mago Forest     | Mago Forest     | Max Pezzali    | 24 settembre 2018 | 13 maggio 2019 | lunedì (seconda serata) | Rai 1 |